# Oliver P. Smith
Oliver Prince Smith (26 de octubre de 1893 - 25 de diciembre de 1977) fue un veterano de guerra altamente decorado de la Segunda Guerra Mundial y la Guerra de Corea. Es más conocido por el mando de la 1.ª División de Marines durante la Batalla del embalse de Chosin, donde dijo: "¡Retirarnos, un carajo! No nos estamos retirando, estamos avanzando hacia otra dirección." Se retiró en el rango de general de cuatro estrellas, avanzando de rangos por haber sido especialmente elogiado por el heroísmo en combate.

## Condecoraciones
|                                         |               |                                                                     |                                         |
|                                         | V · Gold star | V                                                                   |                                         |
| Bronze star · Bronze star · Bronze star |               |                                                                     |                                         |
| Bronze star                             |               |                                                                     | Bronze star · Bronze star · Bronze star |
|                                         |               | Bronze star · Bronze star · Bronze star · Bronze star · Bronze star |                                         |
|                                         | Silver star   |                                                                     |                                         |

| 1st Row | Cruz por Servicio Distinguido                             | Cruz por Servicio Distinguido                             | Cruz por Servicio Distinguido                             | Cruz por Servicio Distinguido                                                | Medalla por Servicio Distinguido de la Armada                                | Medalla por Servicio Distinguido de la Armada                                | Medalla por Servicio Distinguido de la Armada      | Medalla por Servicio Distinguido de la Armada      | Medalla por Servicio Distinguido del Ejército      | Medalla por Servicio Distinguido del Ejército                     | Medalla por Servicio Distinguido del Ejército                     | Medalla por Servicio Distinguido del Ejército                     |
| 2nd Row | Estrella de Plata                                         | Estrella de Plata                                         | Estrella de Plata                                         | Legión al Mérito con "V" de combate y estrella de oro                        | Legión al Mérito con "V" de combate y estrella de oro                        | Legión al Mérito con "V" de combate y estrella de oro                        | Estrella de Bronce con "V" de combate              | Estrella de Bronce con "V" de combate              | Estrella de Bronce con "V" de combate              | Medalla del Aire                                                  | Medalla del Aire                                                  | Medalla del Aire                                                  |
| 3rd Row | Navy Presidential Unit Citation con tres estrellas de oro | Navy Presidential Unit Citation con tres estrellas de oro | Navy Presidential Unit Citation con tres estrellas de oro | Elogio de Unidad Naval                                                       | Elogio de Unidad Naval                                                       | Elogio de Unidad Naval                                                       | Medalla Expedicionaria del Cuerpo de Marines       | Medalla Expedicionaria del Cuerpo de Marines       | Medalla Expedicionaria del Cuerpo de Marines       | Medalla de Victoria de la Primera Guerra Mundial                  | Medalla de Victoria de la Primera Guerra Mundial                  | Medalla de Victoria de la Primera Guerra Mundial                  |
| 4th Row | Medalla al Servicio de Defensa Americano con barra base   | Medalla al Servicio de Defensa Americano con barra base   | Medalla al Servicio de Defensa Americano con barra base   | Medalla de la Campaña Europea-Africana-Medio Oriente                         | Medalla de la Campaña Europea-Africana-Medio Oriente                         | Medalla de la Campaña Europea-Africana-Medio Oriente                         | Medalla de la Campaña Americana                    | Medalla de la Campaña Americana                    | Medalla de la Campaña Americana                    | Medalla de la Campaña Asiática-Pacífica con tres estrellas de oro | Medalla de la Campaña Asiática-Pacífica con tres estrellas de oro | Medalla de la Campaña Asiática-Pacífica con tres estrellas de oro |
| 5th Row | Medalla de Victoria de la Segunda Guerra Mundial          | Medalla de Victoria de la Segunda Guerra Mundial          | Medalla de Victoria de la Segunda Guerra Mundial          | Medalla de Servicio en la Defensa Nacional                                   | Medalla de Servicio en la Defensa Nacional                                   | Medalla de Servicio en la Defensa Nacional                                   | Medalla al Servicio Coreano con estrellas de plata | Medalla al Servicio Coreano con estrellas de plata | Medalla al Servicio Coreano con estrellas de plata | Medalla al Servicio Distinguido Haitiano con Diploma              | Medalla al Servicio Distinguido Haitiano con Diploma              | Medalla al Servicio Distinguido Haitiano con Diploma              |
| 6th Row | Orden de Orange-Nassau, Comandante                        | Orden de Orange-Nassau, Comandante                        | Orden de Orange-Nassau, Comandante                        | Orden al Mérito de Seguridad Nacional, Medalla Tong-il con estrella de plata | Orden al Mérito de Seguridad Nacional, Medalla Tong-il con estrella de plata | Orden al Mérito de Seguridad Nacional, Medalla Tong-il con estrella de plata | Citación Presidencial Coreana de Unidad            | Citación Presidencial Coreana de Unidad            | Citación Presidencial Coreana de Unidad            | Medalla de las Naciones Unidas al Servicio en Corea               | Medalla de las Naciones Unidas al Servicio en Corea               | Medalla de las Naciones Unidas al Servicio en Corea               |